# Miguel Rodríguez (lekkoatleta)
Miguel Ángel Rodríguez Gallegos (ur. 5 stycznia 1967 w Chihuahua) – meksykański lekkoatleta specjalizujący się w chodzie sportowym, czterokrotny uczestnik letnich igrzysk olimpijskich (Barcelona 1992, Atlanta 1996, Sydney 2000, Ateny 2004).

## Sukcesy sportowe
| Rok  | Miasto        | Zawody                   | Konkurencja   | Wynik         |
| ---- | ------------- | ------------------------ | ------------- | ------------- |
| 1991 | Hawana        | Igrzyska panamerykańskie | chód na 50 km | srebrny medal |
| 1992 | Barcelona     | Igrzyska olimpijskie     | chód na 50 km | 8. miejsce    |
| 1995 | Mar del Plata | Igrzyska panamerykańskie | chód na 50 km | srebrny medal |
| 1995 | Göteborg      | Mistrzostwa świata       | chód na 50 km | 4. miejsce    |
| 1997 | Ateny         | Mistrzostwa świata       | chód na 50 km | brązowy medal |
| 2000 | Sydney        | Igrzyska olimpijskie     | chód na 50 km | 7. miejsce    |
| 2004 | Ateny         | Igrzyska olimpijskie     | chód na 50 km | 15. miejsce   |

## Rekordy życiowe
- chód na 20 kilometrów – 1:20:59 – A Coruña 15/05/1993
- chód na 50 kilometrów – 3:42:45 – Podiebrady 20/04/1997